# Scharrachbergheim-Irmstett
 Scharrachbergheim-Irmstett (en alsacià Barige-Írmstett) és un municipi francès, situat a la regió del Gran Est, al departament del Baix Rin. L'any 1999 tenia 992 habitants.
Forma part del cantó de Molsheim, del districte de Molsheim i de la Comunitat de comunes de la Mossig i del Vignoble.

## Demografia
| 1962 | 1968 | 1975 | 1982 | 1990  | 1999  |
| ---- | ---- | ---- | ---- | ----- | ----- |
| 620  | 660  | 632  | 854  | 1.001 | 1.194 |

## Administració
| Període     | Identitat      | Partit |
| ----------- | -------------- | ------ |
| 2001- 2014  | Gérard Nicolas |        |
| 2014 - 2020 | Sylvie Thole   |        |

## Galeria

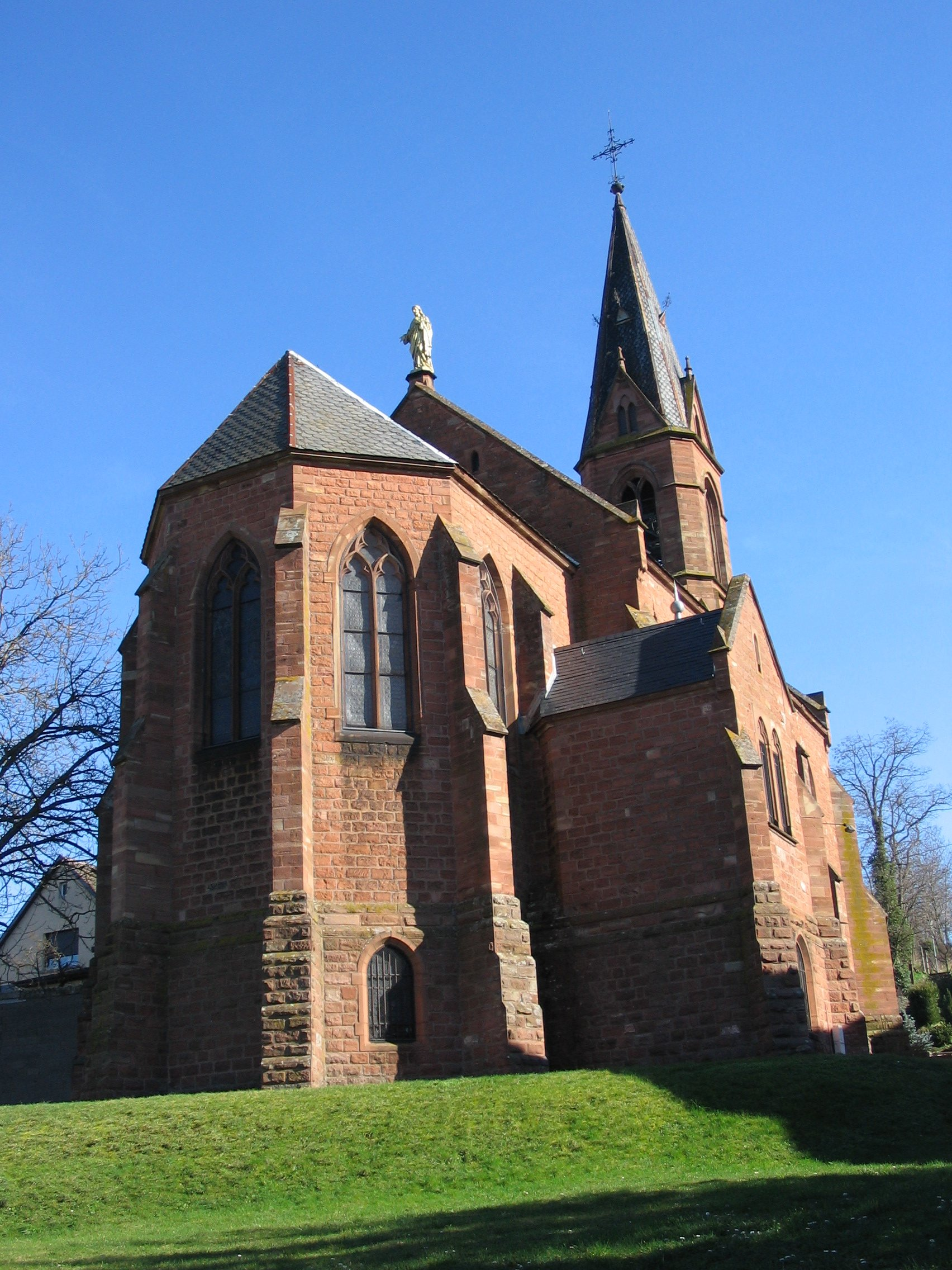
Església catòlica St Jean Baptiste
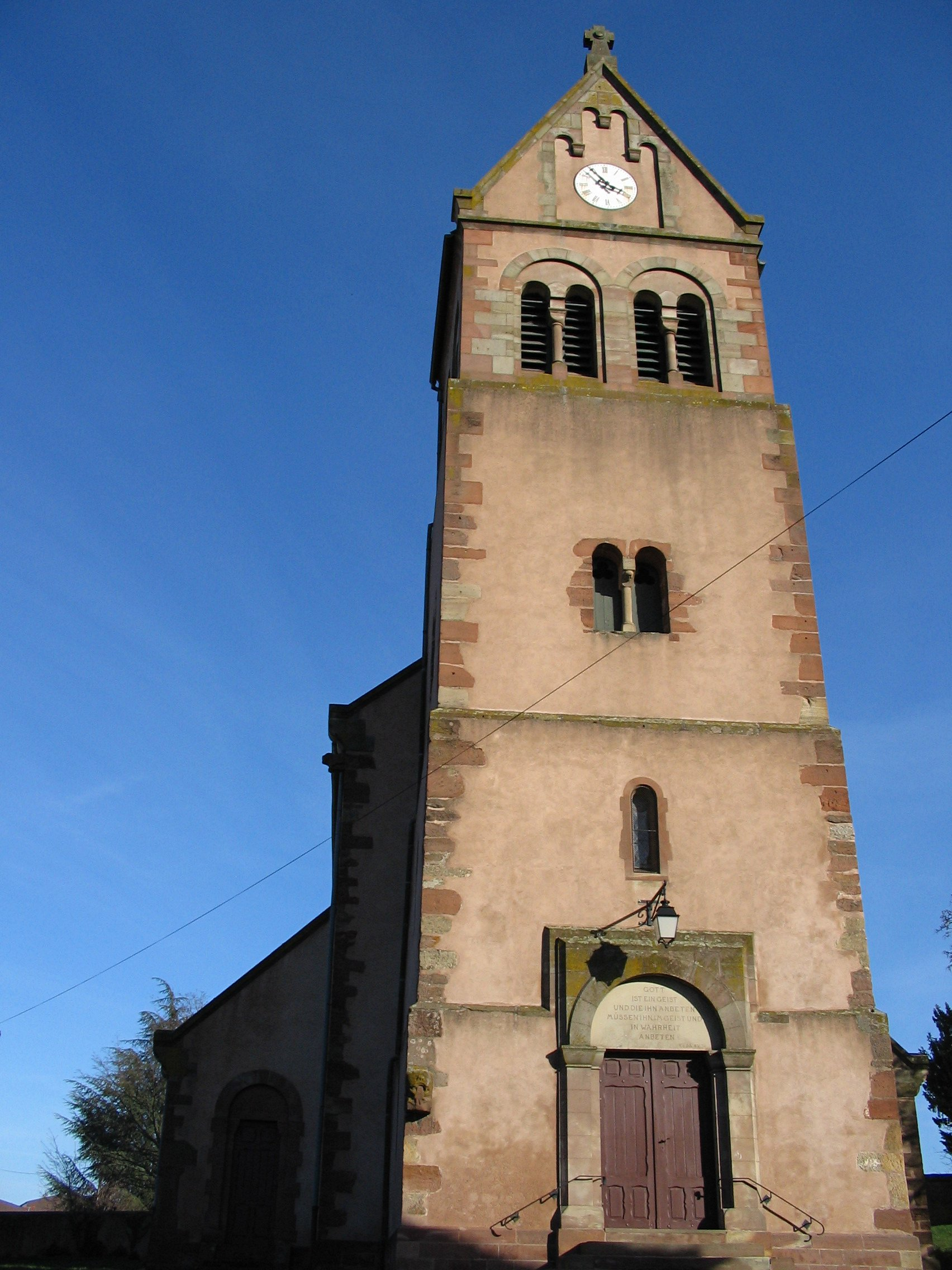
façana de l'església protestant
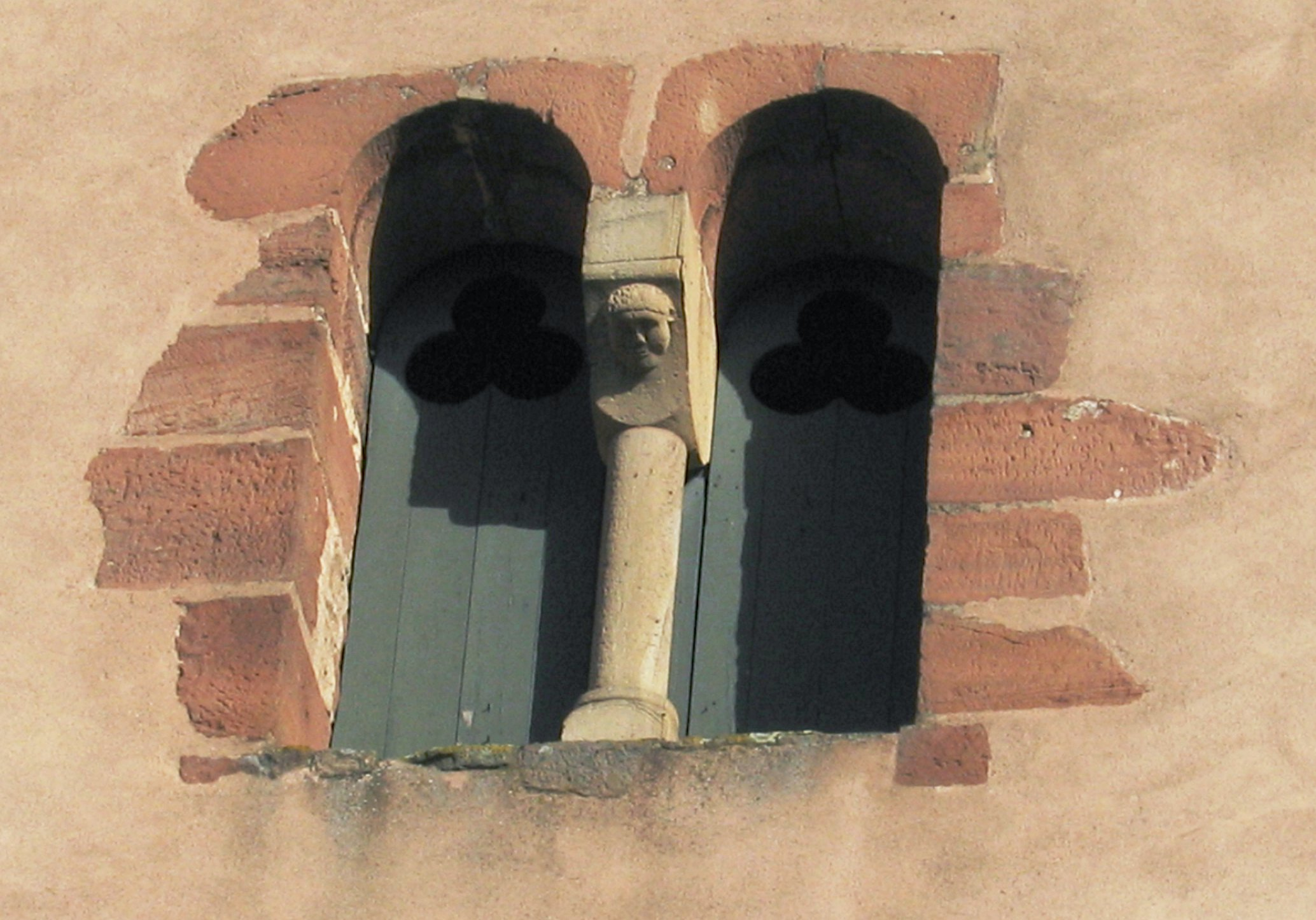
detall de la façana
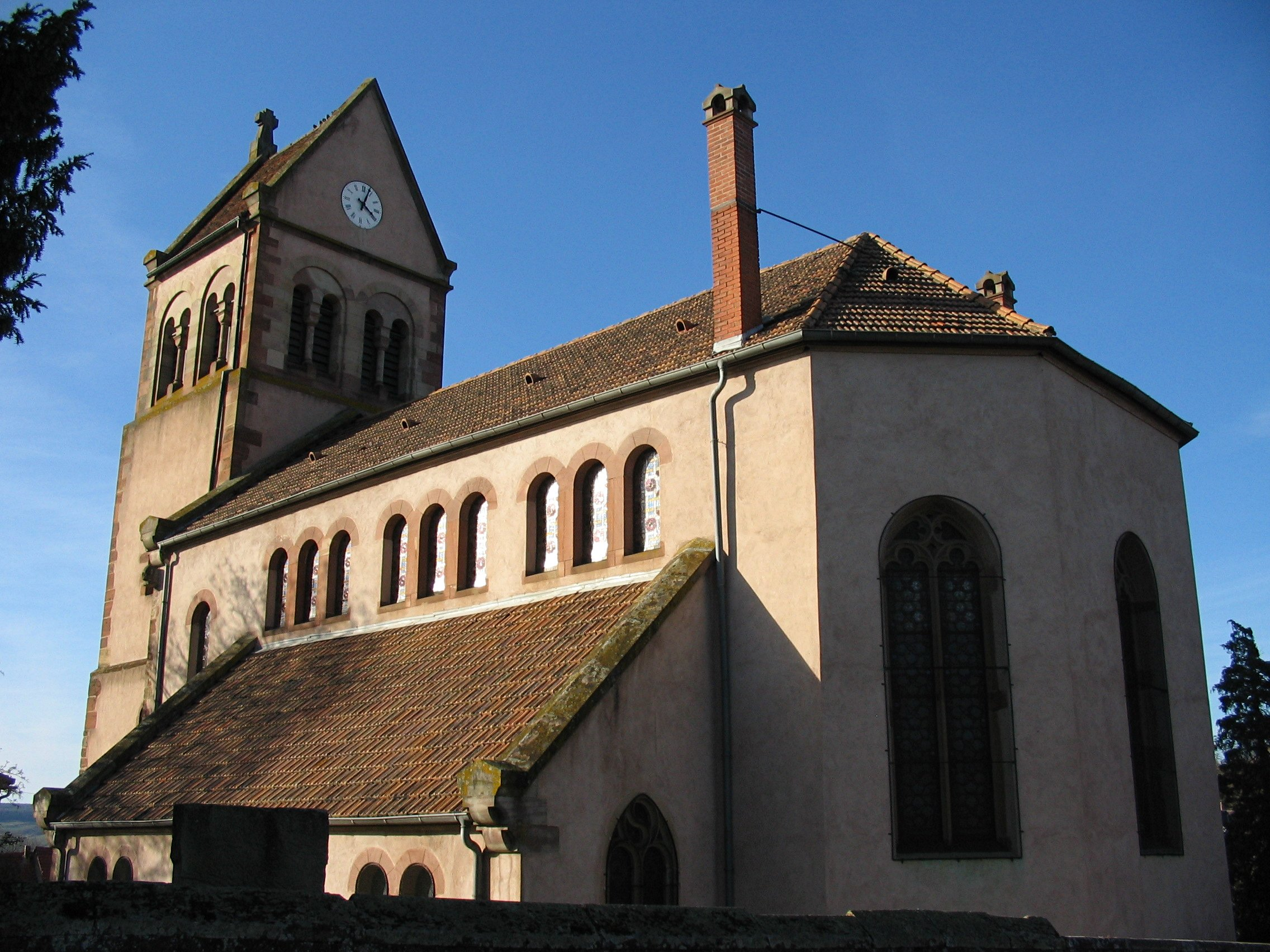
església protestant pel darrere
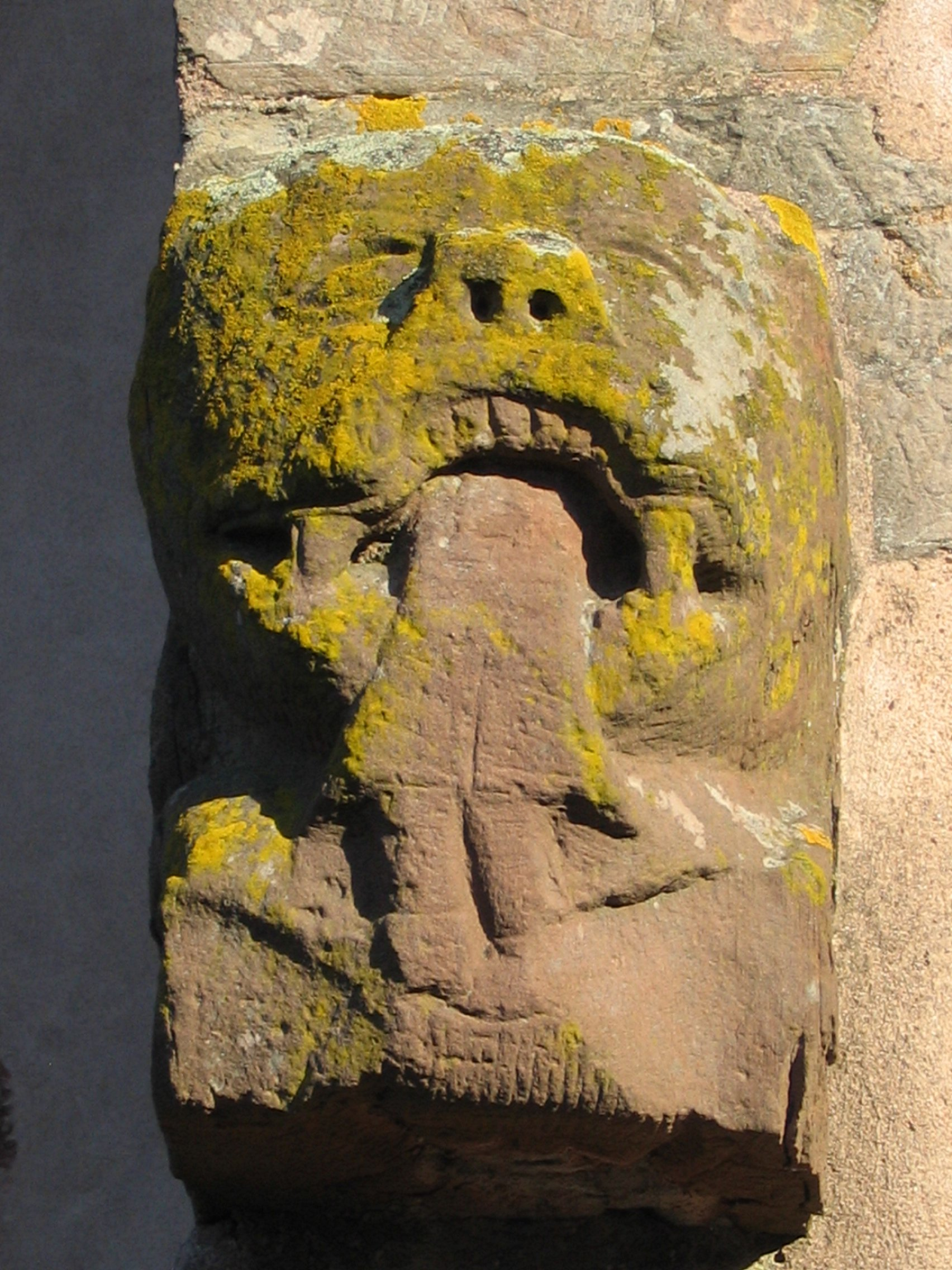
detall façana
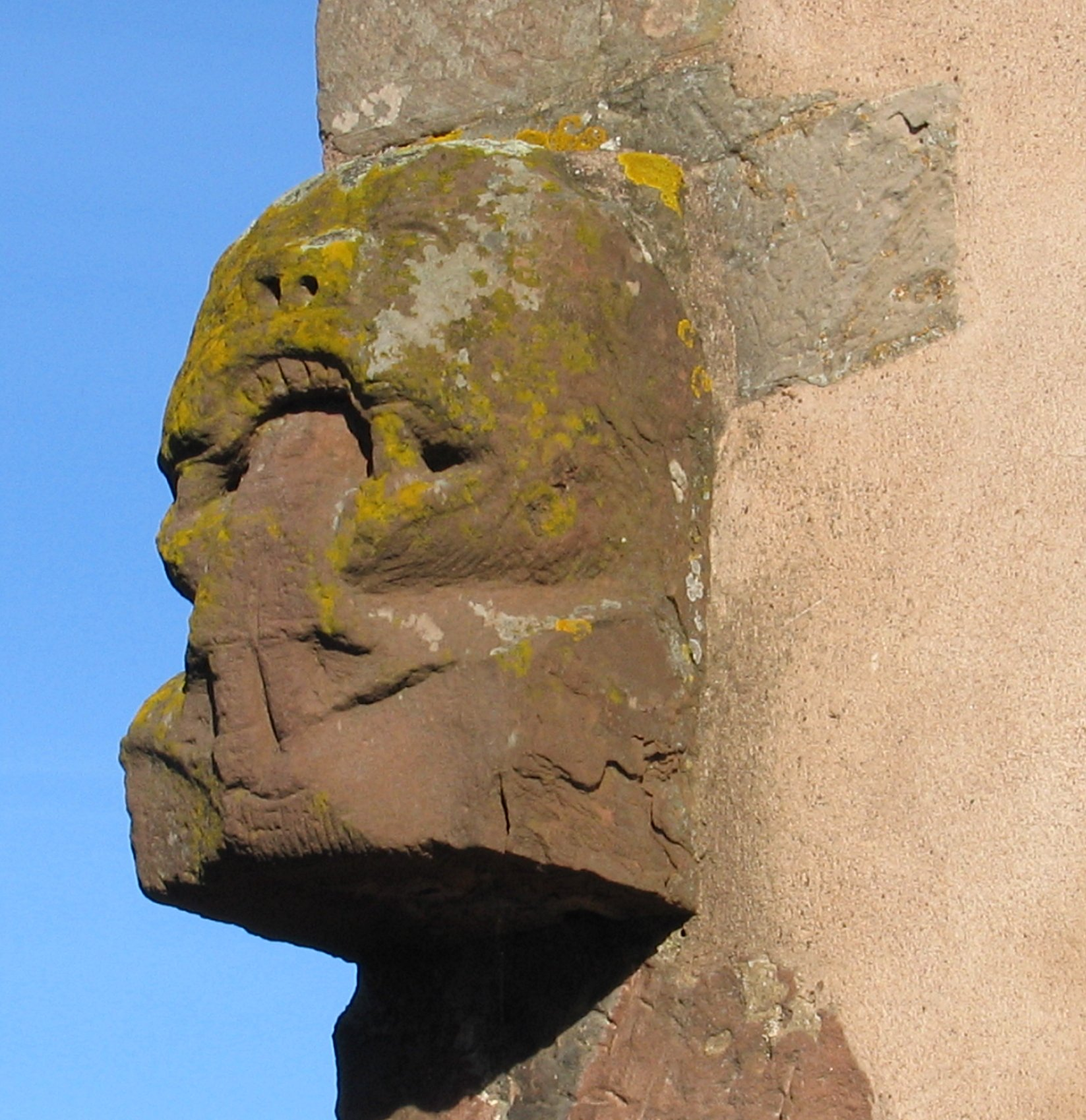
mateix detall sobre altre angle
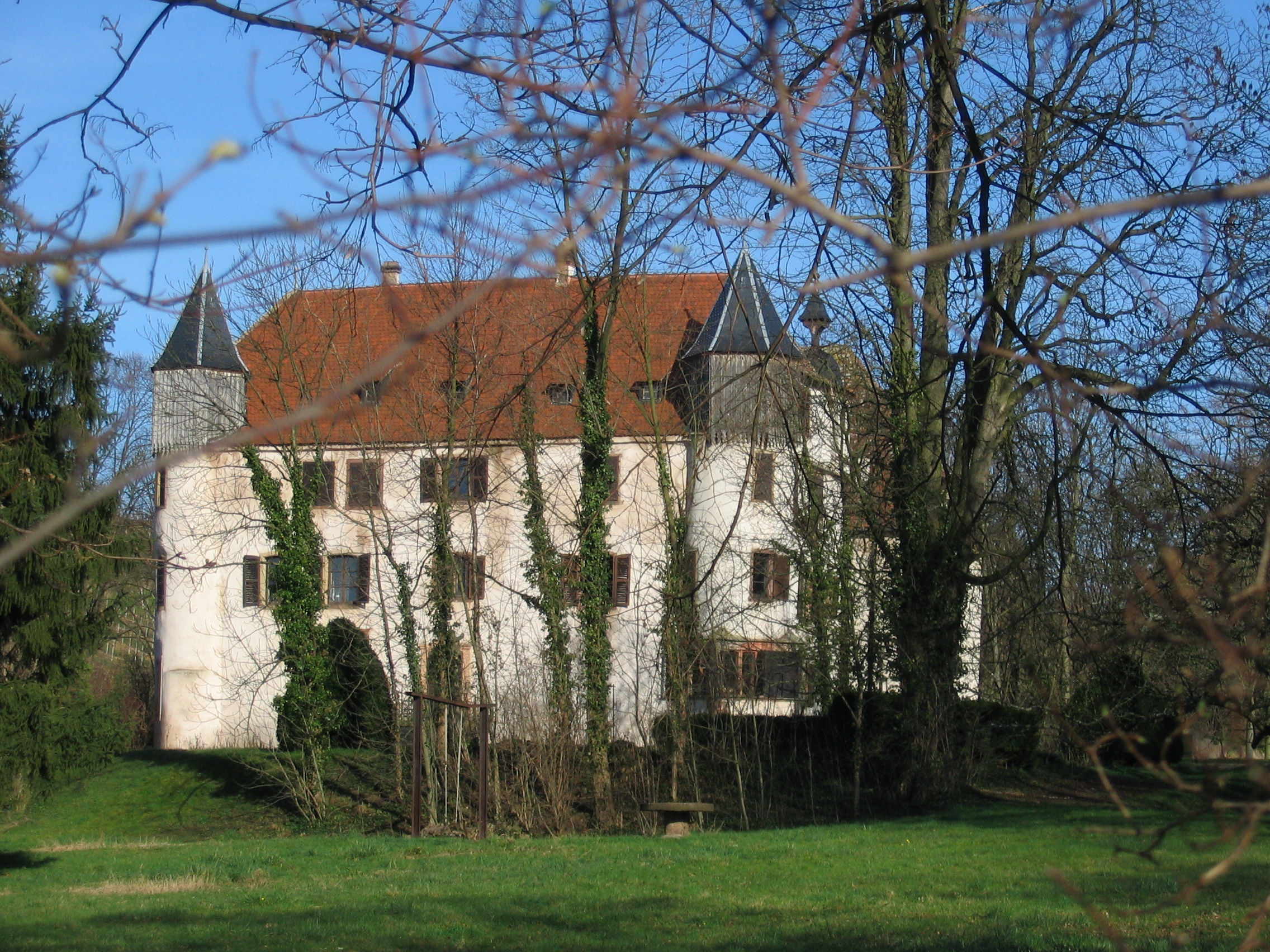
el castell de Scharrachbergheim
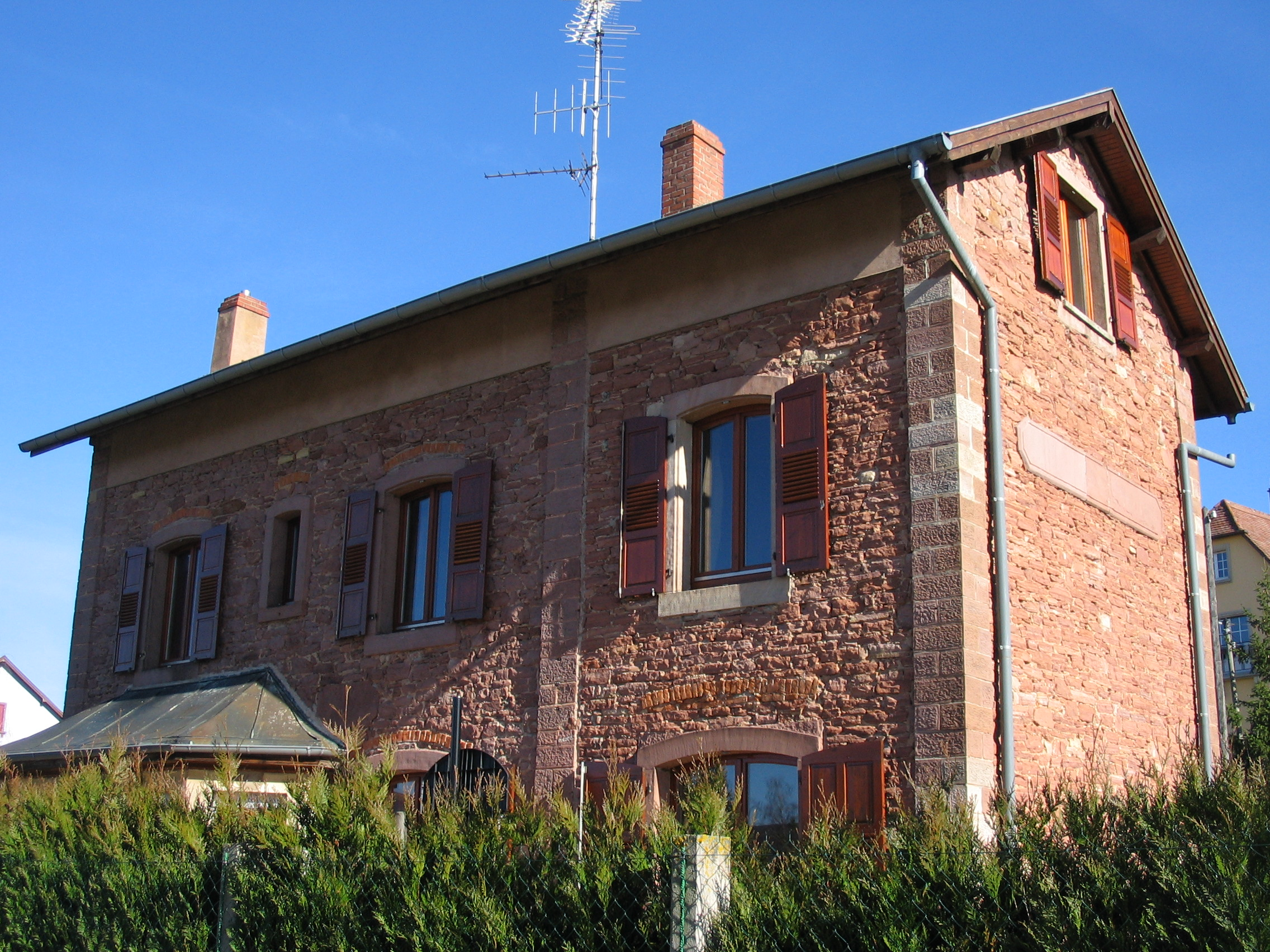
l'antiga caserna